# Macchi C.205N
Il Macchi C.205N Orione fu un aereo da caccia, progettato da Mario Castoldi per l'Aeronautica Macchi durante la seconda guerra mondiale, di cui furono costruiti solo due prototipi. Fu il progetto con il quale l'ingegner Castoldi intendeva partecipare al Concorso della Regia Aeronautica per i caccia della Serie 5, vinto dal Fiat G.55.

## Storia del progetto
Nel febbraio del 1942, divenne disponibile in Italia il motore tedesco Daimler-Benz DB 605A da 1 475 cavalli vapore (1 085 kW) al decollo. Questo motore, di cui la FIAT acquisì la licenza di costruzione come RA 1050 RC58, era stato scelto dalle autorità militari per potenziare una nuova generazione di caccia, la cosiddetta Serie 5.
La Macchi, analogamente alla FIAT e alla Reggiane (che avrebbero realizzato, rispettivamente, il G. 55 e il Re. 2005), impostò il progetto per un nuovo aereo da caccia, destinato a ricevere il nuovo motore, caratterizzato da un'ala di maggior apertura e superficie  rispetto a quella dei progetti precedenti, per superare i problemi di manovrabilità a quote superiori ai 6 000 - 7 000 metri. Poiché, tuttavia, i tempi di realizzazione del nuovo caccia si prospettavano piuttosto lunghi, e comunque in ritardo rispetto a quelli di Fiat e Reggiane, la Macchi propose al Ministero dell'Aeronautica di adattare il motore tedesco alla cellula dell'M.C.202 con poche modifiche di dettaglio, ottenendo il Macchi C.205V che venne immediatamente messo in produzione.
La Macchi, parallelamente all'avvio della produzione del C. 205V , proseguì comunque lo studio del nuovo aereo che, immatricolato con la matricola militare 499 e battezzato Orione dal nome della costellazione, similmente agli altri caccia della Serie 5 , volò per la prima volta il 1º settembre del 1942 dal campo di Lonate Pozzolo.
Pilotato da Guido Carestiato, il nuovo caccia raggiunse una velocità massima di 629 km/h a 7 000 m di quota, con una quota di tangenza di 11 500 m. ed un tempo di salita a 8 000 m di 9'25''.
L'armamento del primo prototipo era costituito da quattro Breda-SAFAT da 12,7 mm tutte disposte in fusoliera e da un cannone MG 151 da 20 mm sparante attraverso il mozzo dell'elica. l'esemplare fu poi trasferito a Guidonia, per le prove di valutazione militari.
Durante le prova svolte a Guidonia, il prototipo manifestò ancora dei problemi, come una non soddisfacente manovrabilità oltre i 7 000 metri e una disposizione dell'armamento non conforme a quanto richiesto dalla commissione esaminatrice.
Per risolvere gli inconvenienti riscontrati a Guidonia, la Macchi realizzò quindi un secondo prototipo che ricevette la matricola militare 500.
Il secondo prototipo iniziò i voli di collaudo a Lonate Pozzolo 19 maggio 1943 sempre pilotato da Carestiato.
Sul secondo prototipo l'armamento era disposto in maniera più standardizzata e costituito da tre cannoni MG 151 da 20 mm, di cui uno sparante attraverso il mozzo dell'elica e gli altri due sulle ali, oltre a due Breda-SAFAT da 12,7 mm disposte sul muso.
Il secondo prototipo fu trasferito a Guidonia e collaudato insieme al primo prototipo.
Comunque nonostante le autorità militari avessero già scelto il Fiat G.55 come vincitore per il concorso dei caccia della Serie 5, venne deciso di ordinare il 25 gennaio 1943, una commessa di 1 200 esemplari dell'Orione, equamente suddivisa tra Macchi e Breda. l'ordine fu poi annullato già il 20 marzo 1943 e convertito in una commessa per ulteriori trecento Veltro, mai realizzata.

## Tecnica

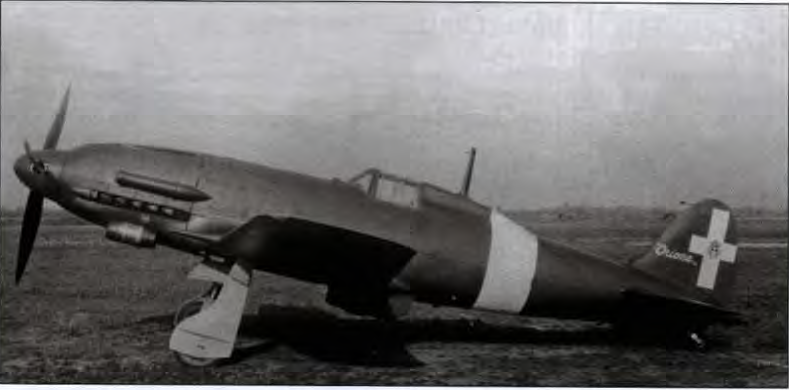
Il secondo prototipo del Macchi C.205N Orione

Pur mantenendo la stessa tecnica costruttiva, l'Orione aveva dimensioni superiori rispetto a quelle del C.205V.
Per consentire la sistemazione del cannoncino Mauser tra i banchi del motore, la lunghezza della fusoliera era stata portata a 9 549 m mentre l'ala disponeva di una apertura di 11,25 m e una superficie alare di 19 m².
Il motore era il Fiat 1050 RC.58I, versione su licenza del Daimler-Benz DB 605, da 1 475 cavalli vapore (1 085 kW) al decollo, con dodici cilindri a V invertito con riduttore e compressore per il ristabilimento della potenza in quota a 5 800 metri, raffreddato ad acqua e glicolo, avviamento elettrico e alimentazione a iniezione.
I due prototipi differivano per la disposizione dell'armamento di lancio.
Il prototipo MM 499 era armato con due mitragliatrici da 12,7 mm nella parte superiore del muso, sincronizzate per il tiro attraverso il disco dell'elica, un cannoncino tedesco Mauser MG 151 da 20 mm, disposto fra i banchi dei cilindri e sparante attraverso il mozzo dell'elica, e altre due mitragliatrici da 12,7 mm nei fianchi della fusoliera, anch'esse sincronizzate con l'elica.
Il secondo prototipo, MM 500, aveva l'armamento più pesante caratteristico degli altri caccia della Serie 5, con due mitragliatrici da 12,7 mm e tre cannoncini da 20 mm. L'aumento del peso comportò un leggero calo di prestazioni rispetto al primo prototipo.

## Impiego operativo
L'armistizio dell'8 settembre del 1943, colse i due prototipo sull'aeroporto di Guidonia, ma le loro vicende successive non sono note con certezza.
Probabilmente uno dei prototipi fu impegnato in prove di tiro sull'aeroporto di Furbara partecipando anche alla difesa di Roma. Con molta probabilità furono distrutti durante il bombardamento di Guidonia del 24 ottobre 1943 da parte dei bombardieri Wellington della Royal Air Force

### Annotazioni
1. ↑  In presenza di numerose fonti che propongono denominazioni diverse tra loro, senza indicarne una logica precisa, si è scelto convenzionalmente di indicare la denominazione del velivolo in «Macchi C.205N» nella forma completa e «M.C.205N» nella forma in sigla.
2. ↑  La superficie fu maggiorata di oltre 2 m2.
3. ↑  Per la Regia Aeronautica e per la ditta stessa, il Macchi C.205V era da considerarsi solo una soluzione provvisoria.
4. ↑  Centauro per il Fiat G.55 e Sagittario per il Re.2005.

### Fonti
1. 1 2  Gueli, p. 61.
2. ↑  Sgarlato, 2018, p. 44.
3. ↑  Sgarlato, p. 28d